# ویژن پلاس
ویژن پلاس (انگلیسی: Vizion Plus) شرکت رسانه‌ای آلبانیایی است، که در سال ۱۹۹۹ تأسیس شد.